# 凯 (皮克特人领地)

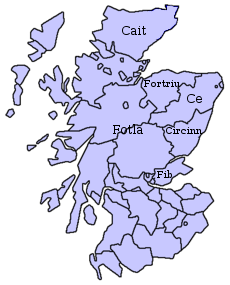
这张苏格兰地图显示皮克特人王国的大致位置，叠加在简化的苏格兰传统郡县地图上。

凯（皮克特语：Cé）是中世纪早期的一个皮克特人领地，位于今英国苏格兰阿伯丁郡。

## 文献记载
《皮克特编年史》记载，在阿尔巴分封给克鲁伊赫涅的7个儿子之后，“凯”成为其中一个领地。第一任国王也叫做“凯”，其统治持续15年:81。一些资料对此有异议，认为他的在位时间为11年、12年或20年。
克鲁伊赫涅的7个儿子，又称7个“省”，代表皮克特人内部的划分。这些王国由世袭首领统治（后称“莫尔马尔”，意为“大领主”）。爱尔兰史料有时称他们为国王（ríg），但在爱尔兰传统中，所有统治者都被如此称呼，其实际地位则由形容词加以说明。在中央权力薄弱时期，这些地方统治者的独立性会更强。
“凯”出现在两部失传的传奇作品的标题中，这些作品收录于10世纪—11世纪的爱尔兰故事目录中：《劫掠凯峰》，讲述在“凯峰”发生的战斗；以及《费巴尔之子加洛劫掠凯平原》，讲述了费巴尔之子加洛劫掠“凯平原”的故事。另一篇中世纪爱尔兰故事中提到一位名为弗里格鲁伊的人物，他被称为“凯的皮克特平原”工匠，进一步证实该地区的居民为皮克特人。
阿多姆南在《哥伦巴的生活》中记载，在6世纪晚期，哥伦巴为一位名叫阿特布拉南的人施洗，该人被称为“凯地区战团首席指挥官”。

## 地理位置
“凯”的名字保存在今阿伯丁郡的本纳希山的名称中，该名意为“凯的人民的山”，说明该山上的“母亲峰”堡垒可能是“凯”的主要聚居地。“凯平原”可能包括加里奥赫、顿河流域以及东部的海岸平原，且以乌里河流域为中心。
“凯”还包括班夫、布坎以及今称马尔的阿伯丁郡其他地区。
罗马不列颠时代结束后，在苏格兰东部形成多个皮克特人王国。南部邻近“凯”的瑟尔金德王国又细分为福特拉（今阿索尔）、菲布（今法夫）和瑟尔金德（今安格斯）。在西部，今因弗内斯附近，可能存在着菲达赫王国；而在极北部和北方群岛则存在着凯特王国，其名后来成为凯瑟尼斯郡的名称的来源。
至6世纪，皮克特人被分为北皮克特和南皮克特两大王国。“凯”可被视为两者之间的边境区域。
靠近今达夫敦的莫特拉赫教区教堂可能位于“凯”的领土上，它是后来的阿伯丁教区的最初所在地，其起源可能是约700年时“凯”地区的主教座堂。
目前，对“凯”的政治结构和地位一无所知，也没有确凿证据表明它曾有自己的国王。